# The Queen of the Ranch
The Queen of the Ranch è un cortometraggio muto del 1909. Il nome del regista non viene riportato nei credit del film.

## Produzione
Il film fu prodotto dalla Lubin Manufacturing Company.

## Distribuzione
Distribuito dalla Lubin Manufacturing Company, il film - un breve cortometraggio della lunghezza di 178 metri -  uscì nelle sale cinematografiche statunitensi il 19 aprile 1909. Nelle proiezioni, veniva programmato con il sistema dello split reel, accorpato in un'unica bobina con un altro cortometraggio prodotto dalla Lubin, The Yiddisher Boy.